# Chalybes Regio
La Chalybes Regio è una struttura geologica della superficie di Io.